# 松本海聖
松本 海聖（まつもと かいせい、2001年8月22日 - ）は、日本のプロボクサー。兵庫県神戸市長田区出身。VADYボクシングジム所属。

## 人物
- 小学2年生からボクシングを始めた[2]。
- 全国UJ大会を優勝し芦屋学園高校に進学。なお芦屋学園高校時代、インターハイでベスト8経験がある。

## 来歴
2022年5月1日のプロデビュー戦は1回TKO勝ち。
そして2022年西軍バンタム級新人王として、東軍代表熊谷祐哉を相手に4回1分38秒TKO勝ちで全日本新人王と技能賞獲得。なおVADYボクシングジムとしては初の全日本新人王となった。
2024年秋頃、日本バンタム級最強挑戦者決定戦として日本同級1位の大嶋剣心と対戦する予定だったが、同年10月1日付で大嶋が減量苦により棄権したため不戦勝で王者の増田陸への挑戦権を獲得した。
2025年3月1日、後楽園ホールにて第45回チャンピオンカーニバルの日本バンタム級タイトルマッチ10回戦で、チャンピオンの増田陸に挑戦し、6回2分16秒TKOで敗れた。

## 戦績
- アマチュアボクシング - 25戦19勝6敗
- プロボクシング - 10戦9勝1敗（5KO）

## 獲得タイトル
- 全日本バンタム級新人王